# Hindman (Kentucky)
Hindman es una ciudad ubicada en el condado de Knott en el estado estadounidense de Kentucky. En el Censo de 2010 tenía una población de 777 habitantes y una densidad poblacional de 96,43 personas por km².

## Geografía
Hindman se encuentra ubicada en las coordenadas 37°20′6″N 82°58′55″O / 37.33500, -82.98194. Según la Oficina del Censo de los Estados Unidos, Hindman tiene una superficie total de 8.06 km², de la cual 8.06 km² corresponden a tierra firme y (0%) 0 km² es agua.

## Demografía
Según el censo de 2010, había 777 personas residiendo en Hindman. La densidad de población era de 96,43 hab./km². De los 777 habitantes, Hindman estaba compuesto por el 98.46% blancos, el 0% eran afroamericanos, el 0% eran amerindios, el 0% eran asiáticos, el 0% eran isleños del Pacífico, el 0.39% eran de otras razas y el 1.16% pertenecían a dos o más razas. Del total de la población el 0.9% eran hispanos o latinos de cualquier raza.